# Herbert Rollwage
Herbert Rollwage, nemški častnik, vojaški pilot in letalski as, * 24. september 1916, Gielde, † 4. januar 1980 Gielde.

## Življenjepis
Herbert Rollwage je v Luftwaffe vstopil leta 1936. Spomladi 1941 je bil dodeljen k 5./JG 53, kjer je prvi dan operacije Barbarossa, nemški invaziji na Sovjetsko zvezo dosegel svojo prvo zračno zmago. 22. junija 1941 je namreč sestrelil sovjetski lahki bombnik Tupoljev SB-2. Do 5. oktobra je sestrelil 11 sovjetskih letal, od katerih je kar tri sestrelil 27. avgusta 1941. 
II./JG 53, ki mu je pripadal tudi Rollwagen je bil decembra 1941 premeščen na sredozemsko fronto, kjer je Rollwagen do konca oktobra v bojih nad malto sestrelil 20 britanskih letal. Sam je bil sestreljen 10. novembra 1942, ko je moral po zračnem spopadu z britanskimi lovci svojega poškodovanega Messerschmitta Bf 109 G-2 (W. Nr. 105 00) Črni 5 zasilno pritati na otoku Koufonisi, pri čemer je bil tudi ranjen. 
Od decembra 1942 je Rollwagejeva enota delovala nad Tunizijo, kjer je Herbert dosegel šest novih zračnih zmag. 2. marca 1943 se je nad Pont-du-Fahsom Rollwagen spustil v spopad z britanskimi Spitfiri, ki so spremljali ameriško bombniško formacijo. Njegov Bf 109 G-4 (W. Nr. 160 67) je bil zadet in močno poškodovan, Rollwagen pa ranjen. Kljub ranam je uspel svoje poškodovano letalo zasilno pristati v bližini Bou Arade. Zasluge za sestrelitev so pripadle britanskemu pilotu Royu Husseyu. 
Maja 1943 je bila Rollwagejeva enota premeščena na Sicilijo, kjer je nadaljeval z uspešnimi akcijami. Svojo štirideseto zmago je dosegel 13. junija 1943. 10. julija je bil Rollwage v spopadu s sovražnimi lovci težko ranjen nad mestom San Pietro, vendar je uspel svoje popolnoma uničeno letalo Bf 109 G-6 (W. Nr. 182 42) pripeljati do matičnega letališča in z njim pristati. Po pristanku je bil zaradi težkih ran hospitaliziran in je v bolnišnici preživel več mesecev. 
Na fronto se je vrnil decembra 1943 in bil dodeljen nazaj v svojo enoto 5./JG 53, ki pa je takrat delovala iz baz v Avstriji, v območju Dunaj - Seyring in je imela nalogo varovanja rajha. Svojo petdeseto zmago je Rollwage dosegel 22. februarja 1944, ko je sestrelil ameriški težki štirimotorni bombnik Consolidated B-24 Liberator. Za 53. doseženih zmag je bil 5. aprila 1944 odlikovan z Viteškim križem. Svojo šestdeseto zmago je dosegel nad ameriškim lovcem North American P-51 Mustang 27. maja 1944. 10. avgusta je Herbert Rollwagen napredoval v čin poročnika in postal Staffelkapitän 5./JG 53. Svojo sedemdeseto zmago je dosegel 25. novembra, ko je sestrelil ameriško izvidniško lahko letalo v bližini Mommerheima. Rollwage je II./JG 53 zapustil 5. decembra 1944, ko je bil premeščen k 2./JG 106 kot inštruktor. 24. januarja 1945 je bil odlikovan s hrastovimi listi k viteškemu križu (Nr. 713). 
Aprila 1945 se je Rollwage vrnil v II./JG 53, II./JG 106 pa so razpustili. V svoji stari enoti je dočakal tudi konec vojne in dosegel še nekaj zračnih zmag. Rollwage je vojno preživel in je umrl v svojem rojstnem kraju 4. januarja 1980.
Natančno število Rollwagovih zračnih zmag ni znano, znano pa je, da je sodeloval na 664 bojnih nalogah. Točno število zmag je bilo znano do številke 71, do konca vojna pa naj bi po enih podatkih zbral med 80 in 85 zračnih zmag, drugi viri pa mu pripisujejo 102 zračni zmagi, med katerimi naj bi bilo 44 težkih štirimotornih bombnikov.

## Odlikovanja
- Ehrenpokal der Luftwaffe (10. avgust 1942)
- Nemški križ v zlatu (12. december 1942)
- Viteški križ železnega križca (5. april 1944)
  - hrastovi listi k viteškemu križu (24. januar 1945)